# 莫哈末·法·史蒂芬
敦莫哈末·法·史蒂芬（1920年9月14日—1976年6月6日），原名唐纳·阿洛伊修斯·马尔马杜克·史蒂芬，简称唐纳史蒂芬或敦法，是沙巴的卡达山族政治家，也是第一位担任为卡达山-杜顺人的最高酋长。并曾担任1次沙巴州元首，2次沙巴首席部长一职。1963年在把沙巴带进马来西亚时发挥作用，他是在1963年将沙巴纳入马来西亚联邦的过程中发挥了作用。虽然他最初反对沙巴加入联邦的想法，但考虑到英国对该地区的稳定的担忧以及他们放弃在马来西亚的所有殖民地的举动。二战后，他逐渐被说服要为此而努力。 他从1963年9月16日起担任首席部长，直至1964年12月31日被迫辞职；因为他与首任州元首、已故的敦慕斯达法之间出现了严重分歧。
他在1971年皈依伊斯兰教，但没有改变自己的姓，1973年9月至1975年7月任沙巴第三任州元首。1975年，辞去州元首一职。敦法再次出击领导的党沙巴人民联合阵线成功击败了对手，在他担任首席部长的第二个任期（从1976年4月15日开始）期间，他于1976年6月6日在沙巴州首府亚庇发生的一场有争议的事故中丧生，该事故被称为“双六空难”。他是一架澳大利亚制造的 Nomad 飞机上的一名乘客，飞机坠毁并导致机上所有人死亡，其中包括他的儿子乔哈里。 他的遗体被埋葬在亚庇沙巴州立清真寺附近的国家陵墓。

## 早期人生
敦法于1920年9月14日在沙巴古达出生，是Jules Stephens Pavitt与Edith Cope的儿子，父亲Jules Stephens Pavitt为卡达山族和英国混血，母亲Edith Cope为英国和日本混血。1950年，敦法与Ida结为夫妻，并与1952年喜获一子John Benedict。1957年4月份，Ida逝世后。隔年2月8日，敦法与Toh Puan Rahimah结婚，并获4位子女。
敦法曾求学于山打根的圣玛丽男校、古达的圣詹姆斯校、根地咬的地方学校以及在亚庇的圣心中学。他亦是徐垂青奖学金得主。
敦法除了能说巴瑶语以及客家话之外，他亦能书写马来语以及英语。
早期的敦法开始工作为一名教师。1941年，他辞去教师一职，为了要到新加坡进入英国空军，但是他却不成功。之后敦法便加入了由Sir John Bagnell管理的海峡贸易公司。之后他在加入新加坡国防部队以及开始在新加坡一家日本餐厅工作直到日本占领马来亚半岛、新加坡以及婆罗洲。
1945年二战结束后，敦法便成为供应木材于工程部的供应商。之后，他便在北婆罗洲西海岸区担任北婆罗洲新闻的记者。
1953年，敦法合并了沙巴时报以及北婆罗洲新闻，成立了北婆罗洲新闻以及沙巴时报。
1955年，敦法获委任为州议员。
1963年9月至1964年12月期间担任沙巴第一任首席部长（总督）
1968年至1973年任马来西亚驻澳大利亚第六任高级专员。
1973年9月至1975年7月任沙巴第三任州元首（国家元首）。
1976年6月6日逝世。《双六空难》

## 个人政治生涯
敦法于1961年8月成立了全国卡达山人统一机构（UNKO）。1963年他与沙巴民族统一机构的敦穆斯塔法在把沙巴带进马来亚联合邦时发挥作用。马来西亚在1963年9月16日成立，而敦法便成了沙巴州第一任首席部长。1964年，敦法辞去首席部长一职，并受委为马来西亚第一位来自沙巴州的内阁部长，掌管联邦沙巴事务部。他在1971年皈依伊斯兰教，1973年担第三任沙巴州元首。1976年第二次出任沙巴州第五任首席部长。

## 殊荣
- 1963年：获颁S.P.D.K拿督斯里邦里瑪[1]。
- 1964年：获颁P.N.B.S 拿督斯里[1]。
- 1970年：获颁P.M.N 丹斯里[1]。
- 1973年：获颁S.M.N.敦[2]。